# کورادو وردلی
کورادو وردلی (انگلیسی: Corrado Verdelli؛ زادهٔ ۳۰ سپتامبر ۱۹۶۳) بازیکن فوتبال اهل ایتالیا است.
از باشگاه‌هایی که در آن بازی کرده‌است می‌توان به باشگاه فوتبال کرمونزه، باشگاه فوتبال اینتر میلان، و باشگاه فوتبال مونتسا اشاره کرد.